# Arthur Leycester Scott Coltman
Sir Arthur Leycester Scott Coltman (* 24. Mai 1938; † 2003) war ein britischer Diplomat. Er war von 1991 bis 1994 britischer Botschafter in Kuba.

## Leben
Coltman studierte an der Rugby School und dem Magdalene College in Cambridge und ein Jahr an der Manchester Business School. Nach seinem Eintritt in den britischen diplomatischen Dienst war er in Kopenhagen, Kairo, Brasilia, Mexiko-Stadt und Brüssel akkreditiert. Am 14. Juni 1997 wurde er als Knight Commander des Order of the British Empire geadelt.
1998 wurde er in den Ruhestand versetzt.

## Veröffentlichungen
- The Real Fidel Castro. Yale University Press, 2003. Der wahre Fidel Castro. Aus dem Englischen von Jens Knipp, Artemis & Winkler, Düsseldorf 2005.